# Inland ECDIS
Inland ECDIS is een systeem, waarmee vaarkaarten voor de binnenscheepvaart elektronisch worden weergegeven. ECDIS staat voor Electronic Chart and Display Information System. Daarnaast levert het extra informatie om het besturen van binnenschepen gemakkelijker te maken en zo de werkdruk in de stuurhut - in vergelijking tot de traditionele navigatie en informatie methoden - te verminderen. Daarmee kunnen ongelukken op het water worden voorkomen, wat bijdraagt aan de veiligheid te water en het milieu.
Naast de grafische weergave van objecten op de vaarkaart kan met dit systeem ook andere informatie getoond worden. Daarnaast kunnen allerlei andere elektronische systemen worden geïntegreerd, zoals transponders voor het Automatic Identification System AIS of andere methoden voor de identificatie en het volgen (tracking and tracing) van binnenschepen.

## Eigenschappen die het maritieme ECDIS en het Inland ECDIS delen
De weergave op een beeldscherm heeft voordelen tegenover een papieren kaart:
- Met de afstanden tussen vlakken, lijnen en punten kan gerekend worden, bijvoorbeeld tussen het punt waar het schip zich bevindt en een oeverlijn of een ton.
- De gegevens van die vlakken, lijnen en punten kunnen in een gegevensbank worden opgeslagen. Daardoor is de toevoeging van ter zake doende gegevens (attributen) aan ieder object mogelijk.
- Vectorweergave in plaats van rasterweergave. Daardoor behouden lijnen bij het zoomen hun breedte en puntobjecten hun grootte. De vectorbestanden zijn klein in vergelijking met rasterbestanden.
- Er zijn drie stappen van informatiedichtheid: alles, standaard en minimum.
- Elke objectsoort krijgt een schaal toegevoegd, waarbij het object verdwijnt bij het uitzoomen. Daardoor wordt vermeden dat een kaart met informatie wordt overladen;
- Teksten worden bij het draaien van de kaart altijd rechtstandig getoond.
- Het radarbeeld kan met de kaart worden geïntegreerd.
- De kaart kan gedurende de vaart van het schip automatisch worden gepositioneerd en opgelijnd. Hiervoor kan gebruikgemaakt worden van DGNSS en gps.

## Aanvullende eigenschappen van Inland ECDIS t.o.v. het maritieme ECDIS
- Specifieke binnenvaart objecten zoals scheepvaarttekens (bijvoorbeeld verkeerstekens) worden getoond.
- Van die verkeerstekens worden afbeeldingen getoond, met ter zake doende gegevens in een afzonderlijk venster van het objectenrapport (pickreport). Daarbij worden de verkeerstekens aan bruggen in overeenstemming met de oriëntering van de brug getoond.
- in plaats van Route Monitoring en Route Planning zoals in de maritieme ECDIS, kent Inland ECDIS twee andere gebruiksvormen, de informatiemodus en de navigatiemodus.

## Het gebruik in de informatiemodus en in de navigatiemodus
In de informatiemodus werkt Inland ECDIS apparatuur als een elektronische atlas en dient ter oriëntatie en informatievoorziening over de vaarweg. Het is niet bedoeld voor het navigeren van het schip. Door het positiebepalend systeem, kan de afbeelding van de kaart automatisch zo verschuiven, dat het eigen schip zich ongeveer in het midden van het beeldscherm bevindt.
In de navigatiemodus wordt het radarbeeld geïntegreerd in de Inland ECDIS vaarkaart. De radarinstallaties moeten voldoen aan de Voorschriften omtrent de minimumeisen en de keuringsvoorwaarden voor radarinstallaties voor de Rijnvaart. De positie van het schip moet van een doorlopend positiebepalend systeem worden afgeleid, waarvan de nauwkeurigheid het veilig voeren van het schip waarborgt. Degene die op een Inland ECDIS vaarkaart in de navigatiemodus vaart, moet in het bezit zijn van een radarpatent. Het Comité Politiereglement van de Centrale Commissie voor de Rijnvaart heeft eind 2012 nieuwe normen verplicht gesteld voor de opstelling van elektronische binnenvaartkaarten en de typegoedkeuring volgens het ROSR voor Inland ECDIS-apparaten die in de navigatiemodus kunnen worden gebruikt. 

## De vaarkaarten
De basis van het systeem, de Inland-ENC vaarkaarten, worden geleverd door de overheden. ENC staat voor Electronic Navigational Chart. Voor de scheepvaart belangrijke, op korte termijn ingaande wijzigingen op de vaarwegen (bijvoorbeeld het verwijderen van tonnen of sluisstremmingen) zullen direct bekendgemaakt worden, zoals tot nu toe ook gebruikelijk gedaan wordt. Wijzigingen die op middel lange termijn ingaan worden op het internet
gepubliceerd en in de Berichten voor de scheepvaart bekendgemaakt. Op lange termijn ingaande wijzigingen worden in de nieuwe edities van de Inland ENC’s opgenomen, die ongeveer eenmaal per jaar gepland zijn.

## Bijwerken van de informatie
De informatie over de Nederlandse vaarwegen is beschikbaar op een centraal punt: de RIS-server in Nederland. RIS staat voor River information services. Deze server bevat geografische informatie (Inland-ENC’s) en actuele informatie zoals waterstanden, berichten aan de scheepvaart, ijsberichten en weersvoorspellingen. De server is sinds maart 2005 volledig operationeel.
In de toekomst zal ook informatie over de waterdiepte op smalle riviergedeelten worden gegeven. Deze diepte informatie refereert aan een vastgestelde waterstand (bijvoorbeeld GLW op de Rijn) ofwel op de actuele waterstand. De diepte-informatie wordt met een onregelmatige frequentie alleen dan geactualiseerd, als er zich wezenlijke wijzigingen van de rivierbodem hebben voorgedaan. De dieptes worden elk naar de karakteristiek van het riviergedeelte en bodemgesteldheid met verschillende peilmethoden (multi beam of single beam) van een zekere kwaliteit vastgesteld. De dag waarop is gepeild wordt in de Inland ENC’s aangegeven.
In de markt is al een systeem, dat deze informatie koppelt aan de actuele gegevens van het schip en dus rekening houdt met de diepgang. Op de elektronische kaart wordt op de rivier een zone met een instelbare marge aangegeven, waarbinnen het schip kan varen.

## De praktijk
In de moderne professionele binnenvaart vaart praktisch niemand meer zonder Inland ECDIS kaarten en elektronische reisplanning. Er is een grote naam in de markt, Tresco, waardoor het verschijnsel optreedt dat de merknaam als soortnaam wordt gebruikt. Er zijn eind 2012 drie gecertificeerde leveranciers:
- Periskal België: Periskal bvba/Tresco cvba te Wuustwezel;
- Tresco Engineering te Antwerpen;
- Innovative Navigation GmbH met RadarPilot 720.

Daarnaast opereren enkele leveranciers van software in de "Informatie-modus" als leveranciers van ECDIS viewers en van bijbehorende kaarten. In Nederland zijn dat:
- NoorderSoft, dat met de reisplanner-annex-kaartviewer PC-Navigo op dezelfde markten opereert als Tresco en Periskal;
- Datacharter, dat de beschikbare Rijkswaterstaatcartografie doorgeeft aan gebruikers;
- Yahnav, dat een eigen ECDIS Viewer uitgeeft.

Door het gebruiksgemak van deze elektronische vaarkaarten dreigt de waarde ervan te worden overschat. De foutmarges worden groter door het verstrijken van de tijd sinds het uitbrengen van de kaart. De internetverbindingen van binnenschepen worden steeds sneller, maar het draadloos bijwerken van de kaarten is nog steeds duur:
- Het bijwerken vraagt grote bestanden en een brede bundel.
- Voor schepen onderweg in het buitenland, in verband met de roaming.

Het varen op uitsluitend elektronische vaarkaarten is onder moeilijker omstandigheden, zoals bij mist, 's nachts, daarom niet toegestaan. Er gaat nog steeds niets boven de radar.
Hoewel het systeem voor de beroepsvaart is ontwikkeld, kan het ook uitstekend worden gebruikt in de pleziervaart. Er varen slechts enkele duizenden schepen beroepsmatig, tegenover enkele honderdduizenden voor recreatie. Het bezwaar was lange tijd de prijs. Anno 2008 werd voor de gecertificeerde software met uitsluitend een kaart met radaroverlay tussen de € 3995 en € 6900 gevraagd.

## Opdrachtgevers
Het systeem is ontwikkeld in opdracht van:
- de Centrale Commissie voor de Rijnvaart (protocol 2001-I-16);
- de Donaucommissie (DK 201/VII-2001);
- de United Nations Economic Commission for Europe (TRANS/SC.3/2001/1).